# Archidiocèse de Jinan

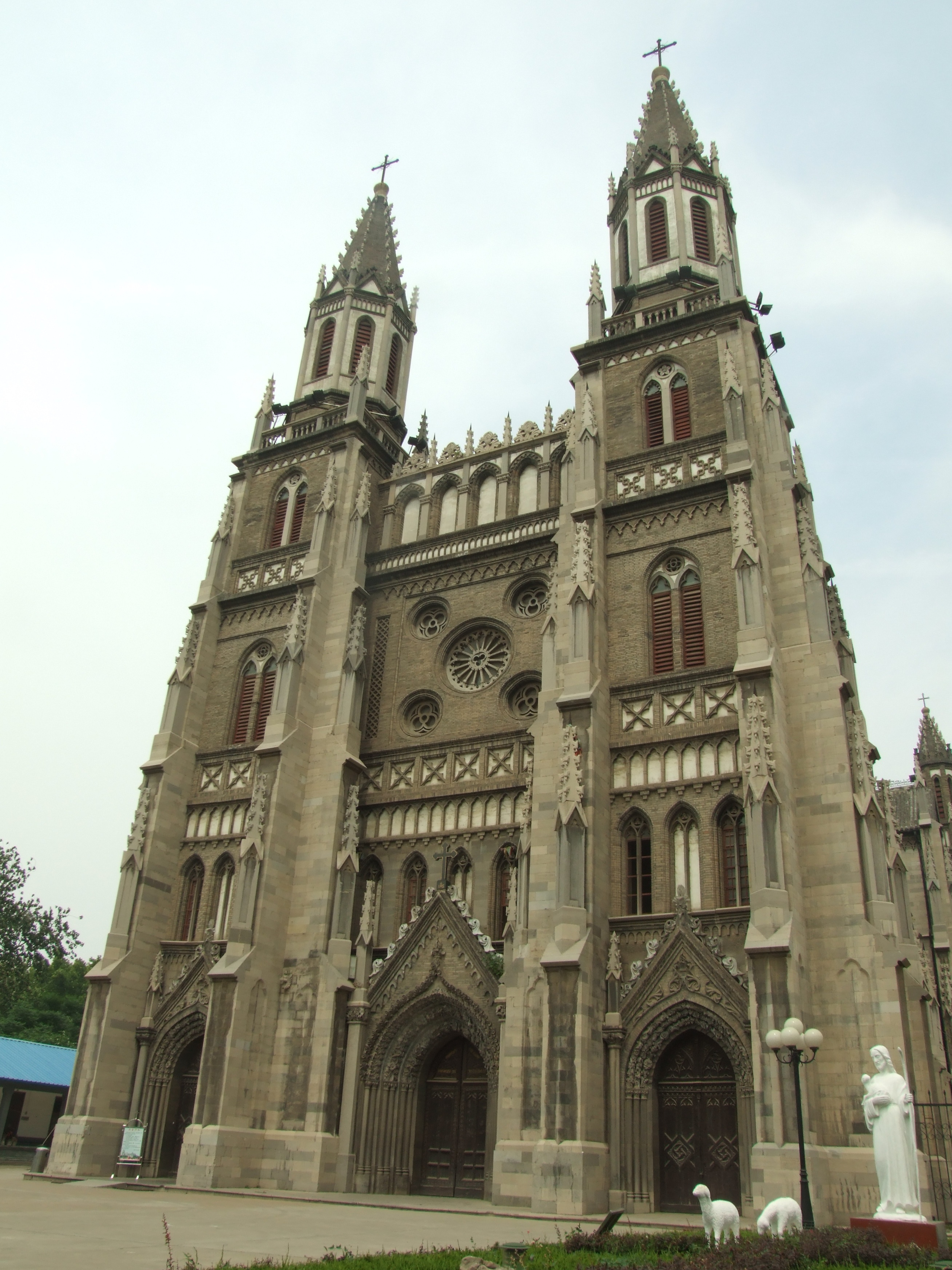
Vue de la cathédrale du Sacré-Cœur de Jinan

L'archidiocèse de Jinan ou Tsinan (en latin: Archidiocoesis Zinanensis) est un siège métropolitain de l'Église catholique en Chine, dans la province du Shandong. Ce fut un territoire longtemps confié à l'administration des franciscains.

## Historique
- 3 septembre 1839: fondation du vicariat apostolique du Chan-toung (aujourd'hui Shandong) par le bref Ex pastoralis de Grégoire XVI. Son territoire est détaché du diocèse de Pékin.
- 2 décembre 1885: le vicariat cède une partie de son territoire qui devient le vicariat apostolique du Chan-toung méridional, aujourd'hui diocèse de Yanzhou, tandis que lui-même reçoit le nom de vicariat apostolique du Chan-toung septentrional.
- 22 février 1894: le vicariat cède encore une partie de son territoire à l'avantage du nouveau vicariat apostolique du Chan-toung oriental (aujourd'hui diocèse de Yantai).
- 1900-1901: révolte des boxers
- 3 décembre 1924: il reçoit à l'époque de la république de Chine, le nouveau nom de vicariat apostolique de Tsinanfu.
- en 1927 et en 1929, le vicariat apostolique cède des territoires pour la création des missions sui juris de Linqing (aujourd'hui préfecture apostolique) et de Zhangdian (aujourd'hui diocèse de Zhoucun).
- 11 avril 1946: il est élevé au rang d' archidiocèse de Tsinan (aujourd'hui Jinan) par la bulle de Pie XII, Quotidie Nos[1].

## Ordinaires
- Louis de Bési, 3 septembre 1839 - 9 juillet 1848, démission
- Luigi Moccagata, ofm, 9 juillet 1848 - 27 septembre 1870, nommé vicaire apostolique du Shansi
- Eligio Pietro Cosi, ofm, 27 septembre 1870 - 12 janvier 1885, décédé,
- Beniamino Geremia, ofm, 12 janvier 1885 - octobre 1888, décédé,
- Pietro Paulo de Marchi, ofm, 13 février 1889 - 30 août 1901, décédé
- Ephrem Giesen, ofm, 18 juillet 1902 - 1919, décédé,
- Adalbert Schmücker, ofm, 2 août 1920 - 1927, décédé,
- Cyrillus Jarre, ofm, 18 mai 1929 - 8 mars 1952, décédé,
- Jean Ping Ta-kuam, ofm, administrateur apostolique (1952-1984)

## Cathédrale
La cathédrale de l'archidiocèse est la cathédrale du Sacré-Cœur de Jésus à Jinan.

## Diocèses suffragants
- Diocèse de Caozhou (de)
- Diocèse de Qingdao (ex-Tsingtao)
- Diocèse de Yanggu
- Diocèse de Yantai
- Diocèse de Yanzhou (ex-Yang-tchéou)
- Diocèse de Yizhou
- Diocèse de Zhoucun

## Statistiques
L'archidiocèse comptait en 1950 44 016 baptisés sur une population de cinq millions d'habitants. Il était desservi par 19 prêtres diocésains, 37 prêtres religieux, et 28 religieuses.

## Source
- Annuaire pontifical, 2002